# Station Lamballe
Station Lamballe is een spoorwegstation in Lamballe in de Franse gemeente Lamballe-Armor. Het wordt bediend door:
- TGV : traject Paris-Montparnasse - Brest
- TGV : traject Paris-Montparnasse - Lannion
- TER Bretagne : traject Rennes - Brest
- TER Bretagne : traject Rennes - Saint-Brieuc
- TER Bretagne : traject Saint-Brieuc - Dinan